# Begraafplaats van Wormhout
De Begraafplaats van Wormhout is een gemeentelijke begraafplaats in de gemeente Wormhout in het Franse Noorderdepartement. De begraafplaats ligt 700 m ten noorden van het centrum (gemeentehuis) aan de Cours N4 du Cimetière.

## Britse oorlogsgraven
In de noordoostelijke hoek van de begraafplaats ligt een Brits militair perk met 113 geïdentificeerde en 31 niet geïdentificeerde slachtoffers uit de Tweede Wereldoorlog. Deze slachtoffers sneuvelden in mei 1940 of tijdens de terugtrekking van het Britse Expeditieleger naar Duinkerke. In dit perk staat het Cross of Sacrifice.
Tussen de burgerlijke graven liggen ook 4 Britse gesneuvelden uit de Eerste Wereldoorlog.
De graven worden onderhouden door de Commonwealth War Graves Commission en zijn er geregistreerd onder Wormhoudt Communal Cemetery.

### Graven
- Cyril Hugh Joseph Chichester-Constable  en James Edward Weeks Rance, beiden majoor bij het Royal Warwickshire Regiment en Mervyn Ashley Edwards, onderluitenant bij de Royal Artillery werden onderscheiden met het Military Cross (MC).

- W. T. H. Phillips, soldaat bij het 1st Bn. Coldstream Guards, werd wegens desertie gefusilleerd op 30 mei 1916.[1]